# سام بیرام
سام بیرام (انگلیسی: Sam Byram؛ زادهٔ ۱۶ سپتامبر ۱۹۹۳) یک بازیکن فوتبال است.